# لباچفسکی (دهانه)
لباچفسکی یک دهانه برخوردی در ماه‌ است.

## دهانه‌های اقماری
این دهانه ۲ دهانه اقماری دارد.
| Lobachevskiy | عرض جغرافیایی | طول جغرافیایی | قطر          |
| ------------ | ------------- | ------------- | ------------ |
| P            | ۷.۷° N        | ۱۱۱.۳° E      | ۲۶.۰ کیلومتر |
| M            | ۸.۰° N        | ۱۱۲.۸° E      | ۴۱.۰ کیلومتر |